# DDR SDRAM
DDR SDRAM (Синхрона динамичка меморија са произвољним приступом двоструке брзине преноса података, енгл. Double data rate synchronous dynamic random-access memory) је меморија интегрисаних кола која се користи у рачунарима. DDR SDRAM, који се такође зове и DDR1 SDRAM, је замењен са DDR2 и DDR3, од којих ниједан није компатибилан са DDR1 SDRAM-ом - што значи да DDR2 или DDR3 меморијски модули неће радити у матичним плочама са DDR1 SDRAM-ом, и обрнуто.
У поређењу са SDR-SDRAM (једнострука брзина података), DDR SDRAM има интерфејс са већим преносом података који је могућ због строге контроле настанка електричних података и такта сигнала. Имплементације често морају да користе фазно затворене петље и само-калибрацију да би достигле потребну временску тачност. Интерфејс користи двоструки пренос података (пренос података и на предњој и на задњој ивици сигнала такта) да би смањио фреквенцију такта. Једна од предности која одржава такт фреквенције ниско је то што смањује захтев сигнала на матичној плочи и тако повезује меморију и контролер. Назив "двострука брзина преноса података" се односи на чињеницу да DDR SDRAM са одређеним тактом постиже скоро двоструки пропусни опсег у односу на SDR SDRAM на тој истој фреквенцији такта, због овог двоструког пумпања.
Са подацима који се преносе по 64 бита истовремено, DDR даје брзину преноса од (Меморијска магистрала такта) × 2 (за двоструку брзину преноса) × 64 (број пренетих битова) / 8 (број бита / бајту). 
Почев од 1996. и закључно са јуном 2000, JEDEC је развио DDR SDRAM спецификацију (JESD79). JEDEC је поставио стандарде за брзине преноса података DDR SDRAM, подељене у два дела. Први је спецификација за меморијске чипове, а други је за меморијске модуле.

## Стандарди спецификација

### Чипови и модули
| Стандардно име | Меморијски такт (MHz) | Време циклуса (ns) | I/O такт магистрале (MHz) | Пренос података (MT/s) | VDDQ (V) | Име модула | Највиша брзина преноса (MB/s) | Тајминг (CL-tRCD-tRP) |
| -------------- | --------------------- | ------------------ | ------------------------- | ---------------------- | -------- | ---------- | ----------------------------- | --------------------- |
|                | 100                   | 10                 | 100                       | 200                    | 2.5±0.2  |            | 1600                          |                       |
|                | 133⅓                  | 7.5                | 133⅓                      | 266⅔                   | 2.5±0.2  |            | 2133⅓                         | 2.5-3-3               |
|                | 166⅔                  | 6                  | 166⅔                      | 333⅓                   | 2.5±0.2  |            | 2666⅔                         |                       |
|                | 200                   | 5                  | 200                       | 400                    | 2.6±0.1  |            | 3200                          | 2.5-3-3 3-3-3 3-4-4   |

Напомена: Све горе наведено је спецификовано од стране JEDEC као JESD79F. Све RAM брзине преноса између или изнад ових наведених спецификација нису стандардизовани од стране JEDEC-а често су то једноставно произведене оптимизације које користе чипове јаче толеранције. 
Величине пакета у коме се DDR произведени су такође стандардизовани од JEDEC-а.
Нема разлике у архитектури DDR SDRAM-ова дизајнираних за различите фреквенције такта, на пример, PC-1600, дизајниран да ради на 100 MHz и PC-2100 дизајниран да ради на 133 MHz. Број одређује брзину преноса података који ће чип гарантовано моћи да изврши, за DDR је гарантовано да ради на нижем такту (енгл. underclocking) и могу се евентуално покренути на вишем такту (overclocking) од оних за које је направљен.
DDR SDRAM модули за десктоп рачунаре, често се називају DIMM, имају 184 пинова (за разлику од 168 пинова на SDRAM или 240 пинова на DDR2 SDRAM) и могу се разликовати од SDRAM DIMM-а по броју зареза (DDR има један, SDRAM има два). DDR за нотебоок рачунаре, SO-DIMM, има 200 пинова, што је исти број пинова као код DDR2 SO-DIMM. 
Ове две спецификације су назубљени веома слично и мора се водити рачуна приликом убацивања да не би дошло до грешке. DDR ради на напону од 2,5 V, а SDRAM на 3,3 V. Ово може значајно смањити потрошњу енергије. Чипови и модули са DDR-400/PC-3200 стандардом имају номиналан напон од 2.6 V.
Незнатно повећање радног напона повећава максималну брзину, али по цену веће потрошње енергије и грејања, и повећава ризик од неисправности или оштећења.
Многи новији чипсетови користе ове врсте меморије у конфигурацијама са више канала.

### Карактесристике чипа
Густина -аВеличина чипа се мери у мегабитима. Скоро све матичне плоче препознају само 1 GB модула ако садрже 64М × 8 чипова (мале густине). Ако се користе модули  128М × 4 (високе густине) од 1 GB, они највероватније неће радити. JEDEC стандард дозвољава 128М × 4 само за спорије бафероване / регистроване модуле пројектоване специјално за неке сервере, али неки произвођачи ово не поштују.
Организација
Нотација 64М × 4 значи да матрица меморија има 64 милиона локација са складиштењем од 4-бита. Постоје ×4, ×8, ×16 DDR чипови. Код  × 4 чипови омогућавају коришћење напредног исправљања грешке функцијама попут Chipkill, Memory scrubbing - чишћење меморије и Intel SDDC у сервер окружења, док су × 8 и × 16 '"чипови нешто јефтинији. 
x8 чипови се углавном користе код десктоп /лаптоп рачунара, али полако улазе на тржиште сервера.

### Карактеристике модула
Рангови
Да би це повећали капацитет меморије и пропусни опсег, чипови се комбинују на модулу. На пример, 64-битна магистрала за DIMM захтева осам 8-битних чипова, адресираних паралелно. Чипови са заједничким адресним линијама се називају меморијски ранг. Овај термин је уведен да би се избегла конфузија код чипа са унутрашњим редовима и банкама. Меморијски модул може поднети више од једног ранга. Термин стране - sides је такође збуњујућ, јер погрешно сугерише физички положај чипова на модулу.
Сви рангови су повезани на исту меморијску магистралу (адреса + подаци). Чип са бирањем сигнала се користи за издавање команди у конкретном рангу.
Додавање модула за једну меморијску магистралу ствара додатно електрично оптерећење на његовим возачима. Да бисте ублажили добијени пад стопе сигнализације код магистрале и превазишли меморијско уско грло, нови чипсетови користе вишеканалну архитектуру.
Капацитет
Број  уређајаБрој чипова је више од 8 за не-ECC модуле и више од 9 за ECC модуле. Чипови могу заузети једну страну (једноструки) или обе стране (двоструки) модул. Максималан број чипова по DDR модула је 36 (9 × 4) за ECC и 32 (8 × 4) за не-ECC.
 против не-Модули са кодом који испрсвља грешке су означени као ECC. Модули без кодом који испрсвља грешке су означени као не-ECC.
Временски распоредКашњења CAS (CL), временски такт циклуса (tCK), ред времена циклуса (tRC), освежавање реда времеna циклуса (tRFC), активно време реда (tRAS).
Баферовањерегистрован (или баферован) или небаферован
ПаковањеТипично DIMM или СО-DIMM
Потрошња енергијеТест са DDR и DDR2 РАМ-а 2005 открили су да просечна потрошња око 1-3W по модулу од 512 MB;то повећава рад такта кад је у употреби више него у неутралном положају. Произвођач је произвео калкулаторе који рачунају колико снаге користе различите врсте РАМ-а.
Модул и чип карактеристике су сами по себи повезани.
Укупан модул капацитета је производ капацитета једног чипа по броју чипова. Код ECC модула је помножено са 8/9, јер они користе један бит по бајту за корекцију. Модул одређене величине може да се монтира или са 32 мала чипа (36 за ECC меморију), или 16 (18) или 8 (9)за оне веће.
DDR меморије ширине магистрале 64 бита (72) за ECC меморију. Укупна ширина модула је производ битова по чипу по броју чипова. 
Он такође изједначава број редова (чинова) помножен ширином DDR магистрале. Сходно томе модул са већом количином чипова или онај који користи × 8 чипова уместо × 4 ће имати више редова. 
| Величина модула (GB) | Број чипова | Величина чипова (Mbit) | Организација чипова | Број рангова |
| -------------------- | ----------- | ---------------------- | ------------------- | ------------ |
| 1                    | 36          | 256                    | 64M×4               | 2            |
| 1                    | 18          | 512                    | 64M×8               | 2            |
| 1                    | 18          | 512                    | 128M×4              | 1            |

Овај пример пореди различите меморијске модуле исте величине 1 GB. Дефинитивно треба бити опрезан при куповини 1 GB меморијских модула, јер све ове варијације могу се продати испод одређене цене без навођења да ли су × 4 или 8 ×, једноструки или двоструко рангирани. Постоји заједничко уверење да број модула редова једнак броју стране. Као што горе подаци показују, то није истина. Може се наћи двоструки /1-ранг или двоструки /4-ранг модули. Можемо такође замислити једноструки /2-ранг меморијски модул који има 16 (18) чипова на једној страни × 8 за свакои, али мало је вероватно да је такав модул икада произведен.

### Историја

#### Двострука брзина преноса података ()спецификација
Од JEDEC одбора за гласање JCB-99-70, и модификована бројним другим поновним гласањима, формулисаних у оквиру познавања комитета JC-42.3 за ДРАМ спецификације.
Стандард No. 79 Дневник Ревизија:
- Издање 1, Јун 2000.
- Издање 2, Мај 2002.
- Издање C, Март 2003 – JEDEC Стандард No. 79C.[10]

"Овај свеобухватни стандард дефинише све потребне аспекте 64 MB преко 1 GB DDR SDRAM-а са X4/X8/X16 података интерфејса, укључујући карактеристике, функционалност, АЦ и ДЦ спецификације, пакете и пин задатке. Овај обим ће накнадно бити проширен на формално примењиван на x32 уређајима, и уређајима са већом густином."

## Већа густина или мања густина
ниске густине меморија овде значи не-ECC са SDRAM меморије од 184 пинова.

### Организација
је  пројектован да ради на 200 MHz користећи DDR-400 чипове са протоком од 3.200 MB/s. Због тога што PC3200 меморија преноси податке и на једној и другој страни такта, њена ефективна стопа је 400 MHz. 1 GB PC3200 не-ECC модул се обично прави са шеснаест 512 Mbit чиповима, 8 доле са сваке стране (512 × 16 мбит чипова) / (8 бита (по бајту)) = 1.024 MB. Појединачни чипови које чине 1 GB меморијског модула су обично организовани са 64 Mbit и ширином података од 8 бита за сваки чип, обично изражен као 64 m × 8. Меморија произведен на овај начин је мање густине RAM-а и обично ће бити компатибилан са матичном плочом PC3200 са -400 меморијом.

### Рам велике густине
У контексту 1 GB не-ECC PC3200 SDRAM модула, постоји веома мало визуелно да разлика мање густине од веће густине RAM-а.